# クラウン (ボードゲーム)
クラウン (CLOWN) は、ドイツの子供向けボードゲーム。サイコロを振り、ピエロの絵を完成させる。最後に一番背の高いピエロを作った人が勝ち。
- 発売は、ドイツ・ラベンスバーガー社。
- 作者は、Edith Schlichting。
- プレイ人数は、2人～6人。プレイ時間は30分。対象年齢は4歳～8歳。

## ゲームの概要
ピエロの体の一部が描かれたタイルが多数ある。「靴」から順に上に並べていき、最後の「帽子」でピエロが完成する（図柄は外部リンクを参照）。
それぞれのパーツごとに、サイコロの目に対応しているタイルがある。「1」に相当する絵が一番低く、「6」に相当する絵が一番高い。
ゲームは靴から始める。順にサイコロを振り、対応した靴の絵をもらう。同じ数字を出した場合は「後者優先」であり、つまり一旦決まったパーツを誰かに奪われることがある。奪われたプレイヤーはまたサイコロを振り直すことになり、これを繰り返して全員に割り当たったら、靴のパーツはこれで確定する。次に「足」のパーツで繰り返す。最終的に8つの部分から成るピエロが完成した時点で一番背の高いピエロが勝ちとなる。

## ゲームの特徴
パーツの組み合わせによって、胴長短足のピエロになったり、やけに顔の小さなピエロになったりすることを楽しめる。負けたプレイヤーも「でもかわいいピエロになったね」と言えるような、子供向けの配慮が感じられる。
ゲームとしての戦略は無い。サイコロ任せの運のみの勝負である。そのため、かなり低年齢から遊ぶことができる。同じ目を出すと他プレイヤーから絵を奪うことになるため、盛り上がる。欲しい（大きな）数字を奪うだけではなく、欲しくない（小さな）数字を出して不本意ながら奪うことになる場合ももちろんある。
サイコロに強い（あるいは弱い）プレイヤーが生まれたり、サイコロを振るたびに一喜一憂するという、ダイスゲームの楽しみを十分に味わうことのできるゲームである。